# Спешнев, Николай Александрович
Николай Александрович Спешнев (24 сентября [6 октября] 1820 года, Курск — 17 [29] марта 1882 года, Санкт-Петербург) — русский вольнодумец и революционер, один из выдающихся петрашевцев.

## Биография
Николай Спешнев родился в 1820 году в дворянской семье. Родители его, помещики Курской губернии, были люди со средствами. Дед по матери — генерал-лейтенант С. Беклешов. Учился в петербургском французском пансионе И. А. Журдана (1831—1833), затем в 1-й гимназии. В 1835 году перевёлся в Царскосельский лицей, где его одноклассником был Петрашевский. В 1839 году исключён за обструкцию гувернёру. Увлекался ориенталистикой, ещё лицеистом познакомился с О. Сенковским, бывал у него дома. С апреля по октябрь 1840 года был вольнослушателем Восточного отделения философского факультета Московского университета, исключён за неуплату.
В 1839 году у него начался роман с замужней помещицей Анной Феликсовной Савельевой. Весной 1840 года они тайно бежали в Гельсингфорс, проживали там нелегально, несколько месяцев скитались по России. В 1842 году муж Савельевой согласился на развод (за 20 тысяч рублей серебром), и они уехали за границу, жили в Вене, Дрездене, Неаполе. В 1844 году Савельева неожиданно умерла, Спешнев вернулся в Россию с двумя сыновьями, оставил их на попечение родных, а сам снова уехал за границу.

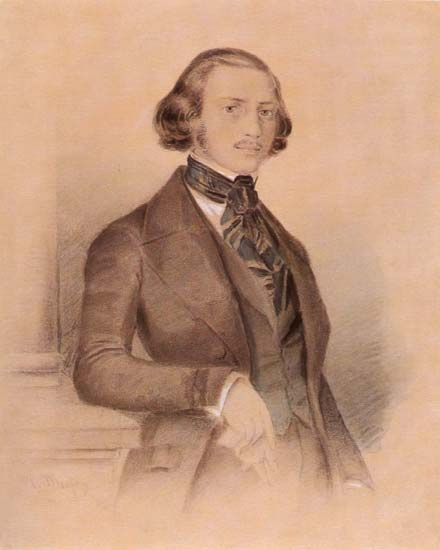
Портрет Николая Александровича Спешнева, XIX в.

Есть известие, что в это время он сблизился с польской революционной партией и, будто бы, привёз в Россию статуты её организации; но следствие по делу петрашевцев не открыло никаких следов его агитации в этом направлении, хотя, несомненно, он был одним из наиболее радикальных людей и в религиозном, и в политическом отношении из числа пострадавших вместе с Петрашевским. У него найдена была подписка (в неоконченном виде), представлявшая обязательство члена какого-то русского тайного общества. По показанию Спешнева это был только проект, составленный им за границей во время занятия историей тайных обществ.
С конца 1846 года он стал посещать собрания у Петрашевского, а затем сделался ближайшим членом фурьеристского кружка Н. С. Кашкина. В 1848 году он вёл разговоры с Петрашевским и отставным офицером Рафаилом Черносвитовым, занимавшимся золотопромышленностью в Сибири, о возможности и желательности народного восстания на Урале, Волге и в Сибири. В том же году он участвовал в обсуждении не осуществившегося предложения Н. А. Момбелли об основании товарищества для взаимной поддержки, по выражению некоторых арестованных членов — общества «из людей передовых мнений и прогрессистов, которые могли бы двинуть гражданский быт вперёд на новых началах». Спешнев посещал также собрания у С. Ф. Дурова и Н. А. Плещеева. На вечере у Плещеева он вызывался печатать за границей запрещённые книги, а у Дурова участвовал в совещаниях завести тайную типографию. Когда эти предположения не осуществились, он, вместе со студентом П. Н. Филипповым, задумал устроить у себя типографию, для чего, за день до ареста Спешнева, Филиппов доставил к нему некоторые типографские принадлежности. Спешнев на допросе принял всё это дело на себя, утверждая, что Филиппов действовал лишь по его указанию.
Согласно воспоминаниям С. Д. Яновского Ф. М. Достоевский испытывал огромное влияние притягательной натуры Спешнева, которого считал порой «своим Мефистофелем». Через много лет Спешнев стал прототипом Ставрогина в романе «Бесы»
По воспоминаниям поэта А. Н. Майкова Достоевский вошёл в состав тайного общества радикально настроенных петрашевцев – семёрки Спешнева (Н. А. Мордвинов, Н. А. Момбелли, П. Н. Филиппов, Н. П. Григорьев, В. А. Милютин).
Арестованный в ночь с 22 на 23 апреля 1849 года, он был приговорён к смертной казни расстрелянием «за злоумышленное намерение произвесть переворот в общественном быте России, в отношении политическом и религиозном, за покушение для той же цели составить тайное общество и произнесение на собраниях у Петрашевского речей против религии». Спешнев, вместе с другими товарищами, был выведен 22 декабря 1849 года на Семёновский плац, выслушал смертный приговор, подобно Петрашевскому и Момбелли был привязан к столбу для расстреляния, но затем была объявлена конфирмация государя, по которой Спешнев был приговорён, по лишении всех прав состояния, к ссылке в каторжную работу в рудниках на 10 лет. Так как во время слушания приговора обвинённые стояли без верхнего платья, то Спешнев простудился; в Тобольске доктор заметил у него начало чахотки, но в благоприятном для таких больных климате Восточной Сибири он излечился.
26 августа 1856 года Спешнев, по Высочайшему повелению, из каторжника превратился в ссыльнопоселенца, причём ему было разрешено, если он пожелает, поступить в военную службу рядовым в отдельный кавказский корпус, с правом выслуги за отличие. Спешнев предпочёл взять место в забайкальском областном правлении. Так как генерал-губернатор Восточной Сибири H. H. Муравьёв вообще очень гуманно относился к политическим преступникам, то Спешнев был переведён, во внимание к его «отличным способностям», в Иркутск, в главное управление Восточной Сибири, и оставлен в распоряжении военного губернатора Забайкальской области для занятий по делам, касающимся поселений реки Амура. Когда Муравьёв задумал издание «Иркутских Губернских Ведомостей», он назначил Спешнева начальником стола иркутского губернского правления, редактором Ведомостей и смотрителем типографии.
В августе 1857 года Муравьёв вошёл к министру внутренних дел с представлением о награждении Спешнева чином коллежского регистратора «вне правил». «Несмотря на то, что здесь ещё не издавалось Губернских Ведомостей, — писал Муравьёв, — и потому дело это было совершенно новое, Спешнев занялся им с таким усердием и вниманием, что с полным успехом представилась возможность открыть это издание здесь с мая месяца настоящего года, и продолжает с примерным рвением занятия свои по этому новому здесь и потому весьма трудному делу». По Высочайшему повелению Спешневу было дозволено только определиться на гражданскую службу в Сибири канцелярским служителем 4-го разряда (что давало право на производство в первый чин через 12 лет) и начальству было разрешено через 3 года войти с представлением о дозволении ему возвратиться в Европейскую Россию. «Иркутские Губернские Ведомости» Спешнев редактировал с мая 1857 г. по март 1859 г.; сотрудниками газеты были Петрашевский, Львов, Черносвитов, М. Загоскин, Кривошапкин, Д. Романов и др. В апреле 1859 г. Муравьёв добился производства Спешнева в первый чин и назначил его начальником своей путевой канцелярии во время поездки в Китай и Японию, а в 1860 г. исходатайствовал Спешневу возвращение прав потомственного дворянства (но без прав на прежнее имущество). Освобождение крестьян Спешнев считал делом первой необходимости ещё в 1849 году. По словам О. Ф. Миллера (в биографии Достоевского), он доказал это «своей деятельностью в интересах крестьян после 19 февраля как усерднейший исполнитель великой реформы».
В 1861 году вышел в отставку и поселился в имении Федосьино Островского уезда. После отмены крепостного права раздал крестьянам две трети имения, это были самые большие наделы в России.

## Память
- Послужил прототипом Николая Ставрогина, главного героя романа Ф. М. Достоевского «Бесы».
- В 1990 году в честь Н. А. Спешнева была названа улица во Пскове.